# 澳大利亞阿得雷德聖殿
澳大利亞阿得雷德聖殿（Adelaide Australia Temple）是耶穌基督後期聖徒教會的第89座聖殿。1999年，耶穌基督後期聖徒教會宣布計劃在阿得雷德興建聖殿。在此之前距離阿得雷德最近的聖殿是澳大利亞雪梨聖殿。阿得雷德聖殿在1999年5月29日動工，2000年6月15日奉獻，面積10,700平方英尺（990平方）。

## 外部連結
- Official Adelaide Australia Temple page （页面存档备份，存于）
- Adelaide Australia Temple page